# Хляб и изкуство (музей)
Музеят „Хляб и изкуство“ (на немски: Museum Brot und Kunst), или Музей на хлебната култура (Museum der Brotkultur) до 2018 г., се намира в град Улм, провинция Баден-Вюртемберг, Германия.
Създаден е като първия музей на хляба в света през 1955 г. Намира се в Улмската солница (Ulmer Salzstadel) от 1991 г.

## История
Книгата „Шест хиляди години хляб“ (Sechstausend Jahre Brot, Ню Йорк 1944, Хамбург 1954) на Хайнрих Едуард Якоб (1889–1967), дава повод за създаването на първия музей на хляба в света в Улм. С културноисторическата си книга Якоб „доказва, че историята на хляба е частично история на човечеството“ (Херман Айзелен).
Вили Айзелен (1896–1981) и синът му Херман Айзелен (1926–2009) започват през 1952 г. да събират всичко, свързано с темата „хляб“.
Към 2015 г. музеят се управлява от частната фондация „Баща и син Айзелен“ (Vater und Sohn Eiselen-Stiftung). Фондацията подкрепя научни начинания, поставили си за цел намаляването на глада в света.

## Експозиция
Представена е историята на производството на хляб, но и културната и социалната история на хляба. Хлябът като ежедневна прехрана не е част от изложението.
Произведения на изкуството от XV до XXI век показват колко дълбоко и многопластово е отразен мотивът за хляба и зърното в нашата култура.
Колекцията включва над 18 000 обекти и произведения на изкуството, от които 700 са постоянно изложени. Има библиотека с около 7000 книги по темата, както и архив. 